# Jan Långben och lejonet
Jan Långben och lejonet (engelska: Lion Down) är en amerikansk animerad kortfilm med Långben från 1951.

## Handling
Långben ska precis koppla av på sin takvåning men märker att han behöver ett träd till för att kunna hänga upp sin hängmatta. Han beger sig till skogen och tar med sig ett träd, men märker efter ett tag att han fått med en puma av misstag och den uppskattar att någon tar hans träd.

## Om filmen
Filmen hade svensk premiär den 10 mars 1952 och visades på biografen Spegeln i Stockholm.
Filmen har givits ut på VHS och DVD och finns dubbad till svenska.

## Rollista
- Pinto Colvig – Långben[9]